# دون هان
دون هان (بالإنجليزية: Don Hahn) (و. 1955  م) هو منتج أفلام، وكاتب سيناريو، ومخرج أفلام، وفنان، وفنان تشكيلي أمريكي، ولد في شيكاغو.

## التعليم
تعلم في جامعة كاليفورنيا، نورث ردج، وثانوية شمال هوليوود ‏، وLos Angeles Valley College ‏.

## جوائز وترشيحات
حصل على جوائز منها:
جوائز
- جائزة غولدن غلوب لأفضل فيلم - موسيقي أو كوميدي، عن عمل: الأسد الملك (1991)
- جائزة غولدن غلوب لأفضل فيلم - موسيقي أو كوميدي، عن عمل: الأسد الملك (1994)
- جائزة غولدن غلوب لأفضل فيلم - موسيقي أو كوميدي، عن عمل: الجميلة والوحش (1991)
- جائزة غولدن غلوب لأفضل فيلم - موسيقي أو كوميدي، عن عمل: الجميلة والوحش (1994)

ترشيحات
- جائزة الأوسكار لأفضل فيلم رسوم متحركة قصير (2006)
- جائزة الأوسكار لأفضل فيلم، عن عمل: الجميلة والوحش (1991)

ترشح لـ:
- جائزة الأوسكار لأفضل فيلم رسوم متحركة قصير، عن عمل: The Little Matchgirl (2006 film) [الإنجليزية]‏ (2006)
- جائزة الغولدن غلوب لأفضل فيلم - موسيقي أو كوميدي، عن عمل: الأسد الملك (1994)
- جائزة الغولدن غلوب لأفضل فيلم - موسيقي أو كوميدي، عن عمل: الجميلة والوحش (1991)
- جائزة الأوسكار لأفضل فيلم، عن عمل: الجميلة والوحش (1991).

## وصلات خارجية
- دون هان على موقع IMDb (الإنجليزية)
- دون هان على موقع ألو سيني (الفرنسية)
- دون هان على موقع أول موفي (الإنجليزية)
- دون هان على موقع بوكس أوفيس موجو (الإنجليزية)
- دون هان على موقع قاعدة بيانات الأفلام السويدية (السويدية)
- دون هان على موقع قاعدة بيانات الفيلم (الإنجليزية)
- دون هان على موقع كينوبويسك (الروسية)
- دون هان على موقع كينوبويسك (الروسية)